# Gang Related (série télévisée)
Pour l’article homonyme, voir Gang Related.
Gang Related est une série télévisée américaine en treize épisodes de 42 minutes créée par Chris Morgan et diffusée entre le 22 mai et le 14 août 2014 sur le réseau Fox et en simultané au Canada sur le réseau CTV.
En France, la série est diffusée depuis le 6 septembre 2015 sur Outre-Mer 1re (Outre-mer). Cependant elle reste inédite dans les autres pays francophones.

## Synopsis
La série nous entraîne dans le quotidien de la brigade anti-gang de la police de Los Angeles, dirigée par Sam Chapel et plus particulièrement dans celui de Ryan Lopez, orphelin recueilli par Javier Acosta, chef du gang des Los Angelicos. La fonction de Ryan au sein de la brigade est de prévenir les Angelicos de toute intervention policière ou d'un gang ennemie afin de les protéger. Mais les soupçons vont très vite s'abattre sur lui et sa liaison avec Jessica Chapel, fille de Sam, va fortement mettre a mal les opérations de Ryan et sa couverture est en danger permanent.

## Distribution

### Acteurs principaux
- Ramon Rodriguez (VF : Marc Saez) : Ryan Lopez
- RZA (VF : Lucien Jean-Baptiste) : Cassius Green
- Terry O'Quinn (VF : Michel Le Royer) : Sam Chapel
- Cliff Curtis (VF : Lionel Henry (acteur)) : Javier Acosta
- Jay Hernandez (VF : Didier Cherbuy) : Dante Acosta
- Sung Kang (VF : Denis Laustriat) : Tae Kim
- Inbar Lavi (VF : Audrey Sablé) : Vanessa « Vee » Hicks
- Shantel VanSanten (VF : Nathalie Spitzer) : Jessica « Jess » Chapel
- Rey Gallegos (VF : David Krüger) : Carlos Acosta

### Acteurs récurrents et invités
- Lela Loren (VF : Véronique Picciotto) : Sylvia
- Maria Canals Barrera (VF : Patricia Piazza) : Marciela Acosta, femme de Javier et mère de Carlos et Daniel
- Philip Anthony-Rodriguez (en) (VF : Antoine Tomé) : Agent Billy Cabrera
- Noah Bean (VF : Antoine Doignon) : Jason Manning
- Amaury Nolasco (VF : Laurent Morteau) : Mariano
- Carlos Gómez (VF : Philippe Catoire) : Miguel Salazar
- Catherine Dent (VF : Véronique Augereau) : D.A. Attorney Ellis
- Pasha D. Lychnikoff : Slotko Yegenev
- Emilio Rivera (VF : Pascal Casanova) : Tio Gordo
- Jay Karnes (VF : Nicolas Marié) : Paul Carter
- Jane Park Smith (VF : Catherine Desplaces) : Su-Jin
- Conor O'Farrell (VF : Achille Orsoni) : Malcolm Goetz
- Luis Moncada (en) (VF : Gilduin Tissier) : Gnomo Pinzeta

Version française
- - Société de doublage : VF Productions
  - Direction artistique : Yann Le Madic
  - Adaptation des dialogues : Daniel Danglard, Marc Séclin
  - Enregistrement et mixage : VF PROD STUDIOS

 Source et légende : version française (VF) sur RS Doublage et Doublage Séries Databse

## Fiche technique
- Réalisateur du pilote : Allen Hughes
- Producteurs exécutifs : Chris Morgan, Scott Rosenbaum, Brian Grazer et Francie Calfo
- Sociétés de production : Chris Morgan Productions, Skeeter Rosenbaum Productions, Imagine Entertainment et 20th Century Fox Television

## Développement

### Production
Le 30 janvier 2013, Fox a commandé le pilote, et devait à l'origine se dérouler à San Francisco. Lorsque Fox a commandé la série le 8 mai 2013, la série change pour Los Angeles, et relègue la série pour la mi-saison.
Le 2 septembre 2014, Fox annule officiellement la série.

### Casting
Les rôles ont été attribués dans cet ordre : Ramon Rodriguez, Sung Kang, Inbar Lavi, Jay Hernandez, RZA, Cliff Curtis et Shantel VanSanten. Tom Berenger a décroché le rôle de Sam, mais a été immédiatement remplacé par Terry O'Quinn.
Parmi les acteurs récurrents et invités : Lela Loren, Maria Canals Barrera, Philip Anthony-Rodriguez, Noah Bean, Amaury Nolasco, Carlos Gómez, Catherine Dent et Pasha D. Lychnikoff.

## Épisodes
1. Sur la corde raide (Pilot)
2. Sang pour sang (Sangre por Sangre)
3. Les Péchés du père (Pecados del Padre)
4. Les Chiens (Perros)
5. Un mauvais plan (Invierno Cayó)
6. Les Deux Mondes (Entre Dos Tierras)
7. Retour de l'enfer (Regreso del Infierno)
8. Renard dans le poulailler (El Zorro Y El Galinero)
9. Toussaint sanglante (Dia de Todos los Santos)
10. La Traversée du désert (El Buey y El Alacran)
11. Le Contrat (La Luz Verde)
12. Le Coup de grâce (Almádena)
13. L'Homme à abattre (Malandros)

## Accueil
Aux États-Unis, le pilote n'a été regardé que par 2,93 millions de téléspectateurs, soit une cote de 0.9 parmi les 18 à 49 ans, facilement dépassé par une rediffusion de Mon oncle Charlie sur CBS. À la fin de la saison, les audiences ont chuté jusqu'à 2 millions de téléspectateurs et une cote de 0.6 parmi les 18 à 49 ans.